# 30061 Vishnushankar
30061 Vishnushankar è un asteroide della fascia principale. Scoperto nel 2000, presenta un'orbita caratterizzata da un semiasse maggiore pari a 2,2549247 UA e da un'eccentricità di 0,0889971, inclinata di 1,85576° rispetto all'eclittica.